# العلاقات الزيمبابوية الكورية الجنوبية
العلاقات الزيمبابوية الكورية الجنوبية هي العلاقات الثنائية التي تجمع بين زيمبابوي وكوريا الجنوبية.

## مقارنة بين البلدين
هذه مقارنة عامة ومرجعية للدولتين:
| وجه المقارنة                                              | زيمبابوي | كوريا الجنوبية                                                          |
| --------------------------------------------------------- | --- | ----------------------------------------------------------------------- |
| المساحة (كم2)                                             | 390.76 ألف | 100.30 ألف                                                              |
| عدد السكان (نسمة)                                         | 16.53 مليون | 51.47 مليون                                                             |
| الكثافة السكانية (ن./كم²)                                 | 42.3 | 513.16                                                                  |
| العاصمة                                                   | هراري | سول                                                                     |
| اللغة الرسمية                                             | لغة إنجليزية، اللغة الشونا، النديبيلية الشمالية ‏، لغة الشيشيوا، Barwe ‏، Kalanga language ‏، Tshwa language ‏، النداو ‏، اللغة التسونجا، لغة الإشارة الزيمبابوية ‏، اللغة السوتية، تونغا ‏، اللغة التسوانية، اللغة الفيندية، اللغة الكوسية | اللغة الكورية                                                           |
| العملة                                                    | دولار أمريكي | وون كوري جنوبي                                                          |
| الناتج المحلي الإجمالي (بليون دولار)                      | 17.85 مليار | 1.53 تريليون                                                            |
| الناتج المحلي الإجمالي (تعادل القوة الشرائية) بليون دولار | 27.88 مليار | 1.75 تريليون                                                            |
| الناتج المحلي الإجمالي الاسمي للفرد دولار أمريكي          | 924 | 27.22 ألف                                                               |
| الناتج المحلي الإجمالي للفرد دولار أمريكي                 | 1.79 ألف |                                                                         |
| مؤشر التنمية البشرية                                      | 0.509 | 0.901                                                                   |
| رمز المكالمات الدولي                                      | +263 | +82                                                                     |
| رمز الإنترنت                                              | .zw | .kr                                                                     |
| المنطقة الزمنية                                           | ت ع م+02:00 | توقيت كوريا الجنوبية، ت ع م+09:00، آسيا/سيول ‏، ت ع م+08:00، ت ع م+08:30 |

## منظمات دولية مشتركة
يشترك البلدان في عضوية مجموعة من المنظمات الدولية، منها:
| علم المنظمة | اسم المنظمة                                                | تاريخ انضمام زيمبابوي | تاريخ انضمام كوريا الجنوبية |
| ----------- | ---------------------------------------------------------- | --------------------- | --------------------------- |
|             | مؤسسة التمويل الدولية                                      | 29 سبتمبر 1980        | 16 مارس 1964                |
|             | منظمة حظر الأسلحة الكيميائية                               | ?                     | ?                           |
|             | يونسكو                                                     | 22 سبتمبر 1980        | 14 يونيو 1950               |
|             | البنك الإفريقي للتنمية                                     | ?                     | ?                           |
|             | الأمم المتحدة                                              | 25 أغسطس 1980         | 17 سبتمبر 1991              |
|             | منظمة الشرطة الجنائية الدولية                              | ?                     | ?                           |
|             | البنك الدولي للإنشاء والتعمير                              | 29 سبتمبر 1980        | 26 أغسطس 1955               |
|             | العملية المشتركة للاتحاد الأفريقي والأمم المتحدة في دارفور | ?                     | ?                           |
|             | الاتحاد البريدي العالمي                                    | ?                     | ?                           |
|             | مؤسسة التنمية الدولية                                      | 29 سبتمبر 1980        | 18 مايو 1961                |
|             | منظمة التجارة العالمية                                     | ?                     | ?                           |
|             | الفريق المعني برصد الأرض                                   | ?                     | ?                           |
|             | المركز الدولي لتسوية المنازعات الاستشارية                  | 19 يونيو 1994         | 23 مارس 1967                |
|             | وكالة ضمان الاستثمار متعدد الأطراف                         | 10 أبريل 1992         | 12 أبريل 1988               |

## وصلات خارجية
- موقع وزارة الخارجية الزيمبابوية
- موقع وزارة الخارجية الكورية الجنوبية